# 호르헤 아레아사

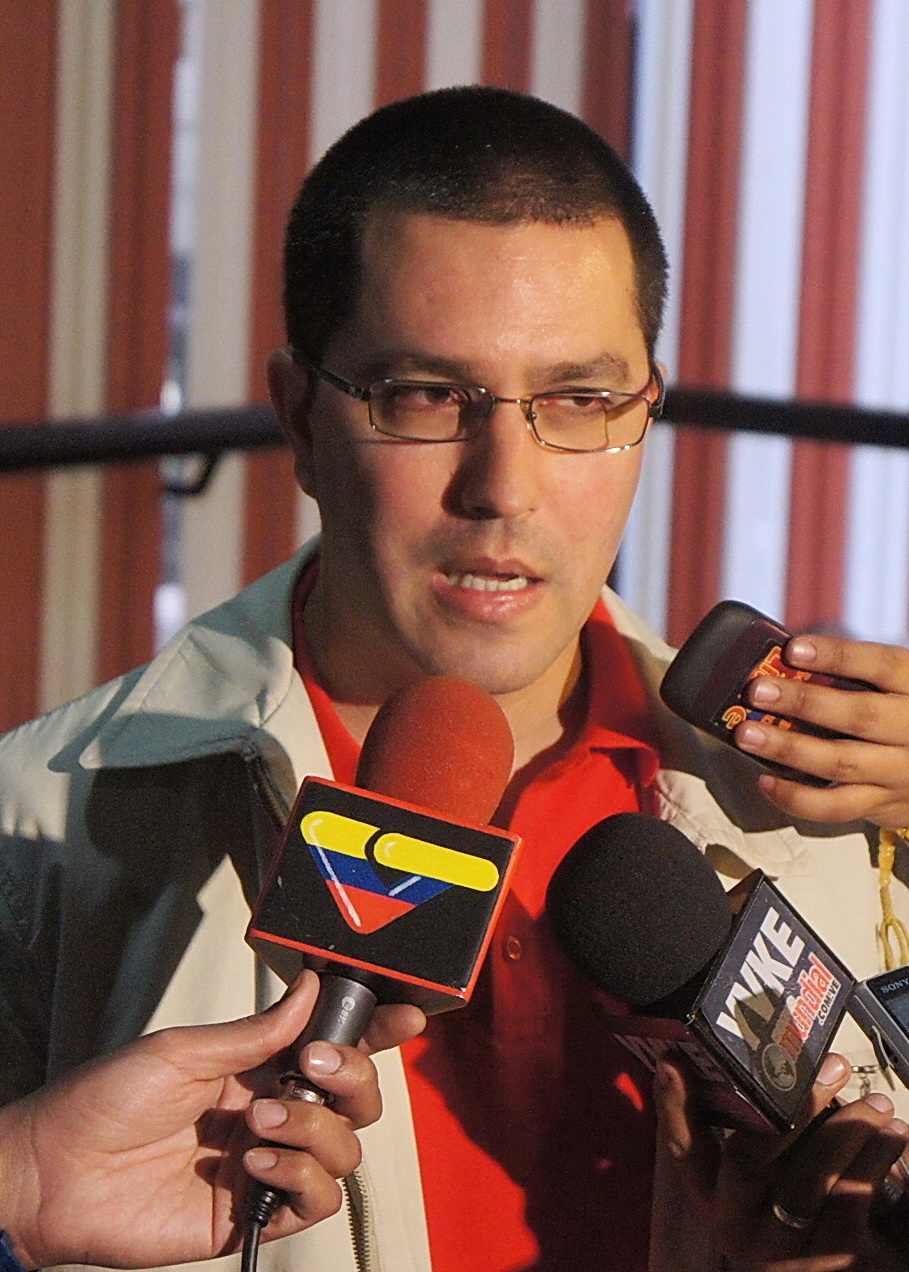
호르헤 아레아사

호르헤 아레아사(스페인어: Jorge Arreaza, 1973년 6월 6일 ~ )는 베네수엘라 전(前) 부통령이다.
니콜라스 마두로 대통령이 당선 되었을때, 부통령이 되었다.